# Bama (Nigéria)
Bama é uma área de governo local no estado de Borno, na Nigéria. Sua sede fica na cidade de Bama.
Possui uma área de 4.997 km² e uma população de 269.986 no censo de 2006.
O código postal da área é 610.
Ele está localizado "a cerca de 60 quilômetros (37 milhas) de Maiduguri], a capital do estado de Borno.".
É uma das dezesseis LGAs que constituem o Emirado de Dikwa, um  estado tradicional localizado no Estado de Borno, Nigéria..